# Prova a dire il mio nome (singolo)
Prova a dire il mio nome è il brano musicale con cui Chiara Canzian ha partecipato al Festival di Sanremo 2009 nella sezione "Nuove Proposte".

## Il brano
Il brano portato al Festival di Sanremo 2009 categoria "Nuove Proposte" porta la firma della stessa Chiara Canzian e di Giuliano Sangiorgi, quest'ultimo firmatosi sotto lo pseudonimo di Pellecalamaio. Il brano è stato eseguito anche in una versione a duetto durante il Galà della seconda edizione di X Factor dove Chiara Canzian ha duettato il brano con Noemi. Del brano viene realizzato anche un videoclip.

## Tracce
1. Prova a dire il mio nome – 4:13 (Chiara Canzian e Pellecalamaio)

## Classifiche
| Classifica (2009) | Posizione massima |
| ----------------- | ----------------- |
| Italia            | 47                |